# HC Chimik Voskresensk
HC Chimik Voskresensk (Russisch: ХК Химик Воскресенск), is een Russische ijshockeyclub die speelt in de Supreme Hockey League (VHL). De ploeg werd opgericht op 20 december 1953. Chimik Voskresensk speelt zijn thuiswedstrijden in het IJspaleis (Chimik) in Voskresensk.

## Erelijst
Sovjetkampioenschappen (0):
- Tweede: 1989
- Derde: 1965, 1970, 1984, 1990

Sovjet Cup (0):
- Tweede: 1972

Vysshaya Liga (1): 2008

## Spelers
- - Aleksandr Golikov (1971-1976)
- - Vladimir Golikov (1973-1977)
- - Aleksandr Pasjkov (1974-1980)
- - Vitali Prochorov (2001-2002)
- - Aleksandr Ragoelin (1957-1962)
- - Aleksandr Tsjernych (1981-1985), (1987-1989)

## Wedstrijden tegen NHL teams
| Datum             | Plaats                               | Thuis                 | Uitslag | Uit                   |
| ----------------- | ------------------------------------ | --------------------- | ------- | --------------------- |
| 4 december 1989   | The Forum, Inglewood                 | Los Angeles Kings     | 3 – 6   | Chimik Voskresensk    |
| 6 december 1989   | Northlands Coliseum, Edmonton        | Edmonton Oilers       | 6 – 2   | Chimik Voskresensk    |
| 8 december 1989   | Scotiabank Saddledome, Calgary       | Calgary Flames        | 6 – 3   | Chimik Voskresensk    |
| 10 december 1989  | Joe Louis Arena, Detroit             | Detroit Red Wings     | 2 – 4   | Chimik Voskresensk    |
| 12 december 1989  | Capital Centre, Washington D.C.      | Washington Capitals   | 5 – 2   | Chimik Voskresensk    |
| 14 december 1989  | Checkerdome, Saint Louis             | St. Louis Blues       | 3 – 6   | Chimik Voskresensk    |
| 15 september 1990 | IJspaleis (Chimik), Voskresensk      | Chimik Voskresensk    | 2 – 3   | Minnesota North Stars |
| 3 december 1990   | The Forum, Inglewood                 | Los Angeles Kings     | 5 – 1   | Chimik Voskresensk    |
| 5 december 1990   | Checkerdome, Saint Louis             | St. Louis Blues       | 4 – 2   | Chimik Voskresensk    |
| 8 december 1990   | Nassau Coliseum, Uniondale           | New York Islanders    | 2 – 2   | Chimik Voskresensk    |
| 10 december 1990  | Forum, Montreal                      | Montreal Canadiens    | 3 – 6   | Chimik Voskresensk    |
| 12 december 1990  | Buffalo Memorial Auditorium, Buffalo | Buffalo Sabres        | 4 – 5   | Chimik Voskresensk    |
| 16 december 1990  | Boston Garden, Boston                | Boston Bruins         | 2 – 5   | Chimik Voskresensk    |
| 18 december 1990  | Met Center, Minneapolis              | Minnesota North Stars | 6 – 4   | Chimik Voskresensk    |